# Giovanni Amendola
Giovanni Amendola (ur. 1882 w Rzymie, zm. 1926 w Cannes) – włoski dziennikarz i polityk. Przeciwnik Benita Mussoliniego, ofiara reżimu faszystowskiego.

## Życiorys
W roku 1919, po zakończeniu I wojny światowej, w której brał udział jako ochotnik, został wybrany jako poseł do parlamentu. W roku 1922 pełnił funkcję ministra ds. kolonii w rządzie Luigiego Facty. Po dojściu do władzy Mussoliniego, Amendola publikował krytyczne artykuły pod adresem władzy faszystowskiej (przede wszystkim w kierowanej przez siebie gazecie Il Mondo). Po zamachu na premiera Giacomo Mateottiego w 1924 sugerował w prasie, że stoi za nim reżim Mussoliniego. Rok później został dotkliwie pobity przez bojówki Milicji Faszystowskiej (tzw. czarne koszule). Mimo leczenia, w wyniku odniesionych ran zmarł kilka miesięcy później.